# Asplenium ceei
Asplenium ceei är en svartbräkenväxtart som beskrevs av Pichi-serm. Asplenium ceei ingår i släktet Asplenium och familjen Aspleniaceae. Inga underarter finns listade.